# Hüsy-Stutz 3

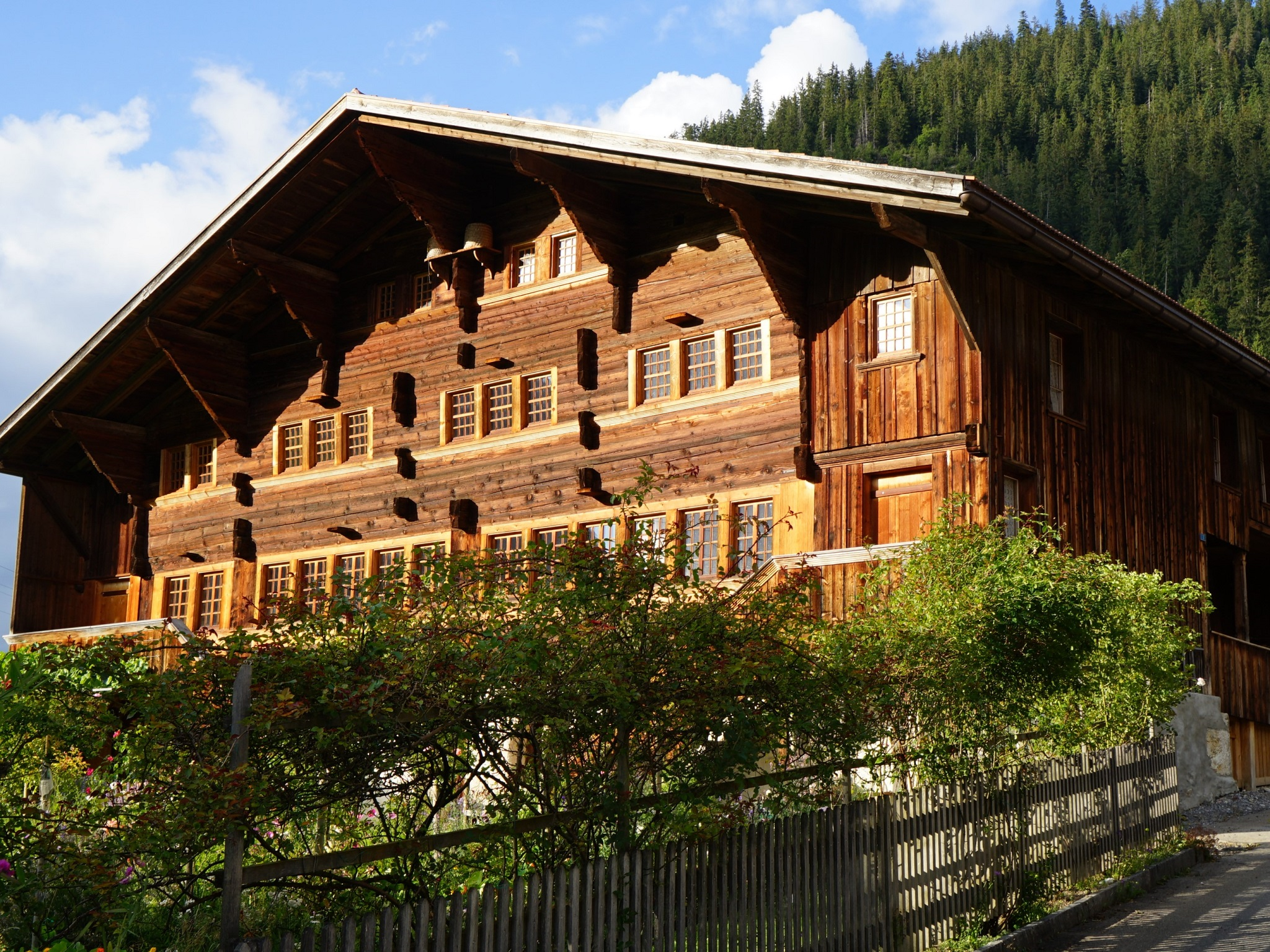
Hauptfassade des Hauses (2021)

Das Haus Hüsy-Stutz 3 im Weiler Blankenburg der Gemeinde Zweisimmen im Schweizer Simmental ist ein denkmalgeschütztes Simmentaler Bauernhaus aus dem Jahr 1538. Es ist am Obersimmentaler Hausweg mit der Nummer 19A ausgewiesen. 

## Lage
Das Gebäude liegt in Hanglage an der Strasse Hüsy-Stutz mit der Nummer «3». Die benachbarte Nummer «1» ist ebenfalls denkmalgeschützt. Im Ort nimmt es durch seine Grösse und unverbaute Lage eine «besonders markante» Stellung ein. 

## Geschichte
Das Türgewände des Sockelgeschosses ist mit der Jahreszahl 1538 datiert. Das Haus wurde 2000/2001 renoviert und wird heute als Ferienhaus genutzt. Der «Rosenbäumchengarten» mit alten Rosen war 2021 am «Gartensommerweg» der Gemeinde in der Kategorie Poesie und Garten verzeichnet.
Das Bauwerk wurde per Regierungsratsbeschluss (RRB 3918) im Jahr 2000 geschützt. In das «Bauinventar» der Denkmalpflege des Kantons Bern wurde es 2009 als «schützenswert» aufgenommen. Kulturgüter-Objekte der «Kategorie C» wurden mit Stand Oktober 2021 noch nicht veröffentlicht.

## Beschreibung
Die Hauptfassade des Holzhauses ist nach Westen orientiert und erhebt sich über dem massiven Sockelgeschoss. Sie ist bis zum Dach spannungsvoll und asymmetrisch angelegt. Das Stubengeschoss ist in Ständerbauweise ausgeführt. Seine Reihenbefensterung wurde bei der Renovierung wieder hergestellt. Die Stuben haben zwei, fünf und sechs Fensterachsen. Die durchlaufenden Fensterbänke haben dichte Hohlkehlenbündel. Der Gaden ist in Blockbauweise ausgeführt. Die Fenster zeigen ein kleineres Format und sind als Reihenfenster zu zweit und dreimal zu dritt gruppiert. Die Fensterbänke sind wie im Stubengeschoss ausgeführt. Das Dachgeschoss zeigt vier Fenster. Keines der Fenster hat Läden. Die sechs Blockkonsolen haben unterschiedliche Abstände und Dimensionen. Sie sind mit ihrem zeittypischen Stäbchenmotiv vollständig erhalten.
Die Nordseite des Hauses ist vollständig mit Brettern verschalt. Die strassenseitige Südseite ist im Westen verschalt und zeigt im Osten einen kleineren Laubengang mit darüberliegenden Fenstern.
Von der Innenausstattung sind «hervorragende Teile» erhalten. Dazu gehört die gotische Leistendecke im Gadengeschoss. Der Bau wird als in «seiner Grösse herausragend» und «qualitativ hoch stehend» beschrieben.

## Fussnoten
1. ↑  Laut Datenblatt im Bauinventar der Denkmalpflege des Kantons Bern.

Koordinaten: 46° 32′ 28″ N, 7° 23′ 20,3″ O; CH1903: 596191 / 154426